# Saraina deltshevi
Saraina deltshevi là một loài nhện trong họ Salticidae.
Loài này thuộc chi Saraina. Saraina deltshevi được Azarkina miêu tả năm 2009.